# В Америке есть таланты (сезон 5)
Премьера пятого сезона шоу «В Америке есть таланты», американского реалити-шоу талантов, состоялась на сетевых телеканалах NBC в США и Global Television Network в Канаде 1 июня 2010 года. Душевный певец Майкл Гримм был назван победителем сезона 5 сентября 2010 года, обойдя 10-летнюю певицу Джеки Эванко, которая исполняла песни в стиле клэссикал кроссовер (classical crossover).

## Процесс отбора
Процесс отбора в 5 сезоне переносился, что было в течение двух сезонов, но «Las Vegas Round» был изменён, что во втором и третьем сезонах, которые давали участникам второй шанс на выступление. Вместо прослушивания исполнителей, представивишие свои таланты в международную социальную сеть «Myspace», как это было сделано в предыдущих сезонах, год содержал четвертьфинал из 12 номеров, подавших заявки на прослушивание в Youtube (11 номеров выбраны судьями и один с помощью онлайн выбрали телезрители). В связи с включением дополнительных четвертьфиналов, только 4 номера были выбраны для перехода на каждой неделе, вместо 5. Кроме того, существует также отдельно показ в «Дикой карте» (впервые с первого сезона), состоящий из выбраныых судьями номеров для выступления после того, как выбыли или в «Неделе в Лас-Вегасе», или в предыдущих четвертьфиналах. Полуфинал в этом году состоял из 24 номеров. 10 номеров из 24 проходят в раунд «Топ-10», из которых 6 выбыли, оставив 4 для участия в финале.

## Предварительные прослушивания
5 сезон «В Америке есть таланты» стартовал 1 июня 2010 года.
В этом сезоне прослушивания были проведены в шести крупных городах США: Даллас, Лос-Анджелес, Нью-Йорк, Universal Orlando Resort, Портленд и Чикаго. Ведущий Ник Кэннон и судьи Пирс Морган и Шэрон Осборн остались в проекте, присоединился Хауи Мандел, заняв место Дэвида Хасселхоффа как третьего судьи.
Прослушивания продолжались в течение 10 эпизодов, 89 номеров прошли дальше.

## Неделя в Лас-Вегасе
Из 70.000 общенациональных прослушиваний судьи пропустили дальше 108 номеров в Лас-Вегасе, чтобы конкурировать голова-к-голове за место в Топ-48. По пути в Лас-Вегас судьи просмотрели прослушивания на кассетах и разделили участников на 3 группы. Не все группы, которые были показаны, прошли предварительные прослушивания, были показаны в эпизодах «Недели в Лас-Вегасе».
Участники из Группы A относились к «судейским фаворитам» и выступили в первый день в Лас-Вегасе (эпизод 511).
Участники из Группы B не рассматривались как фавориты и были объявлены «номерами ожидания». Эти номера, выступившие от 11 остальных мест после Группы A (эпизод 512).
Прослушивания номеров Группы C были признаны судьями лучшими, и они непосредственно перешли к участию в концертах без выступления в Лас-Вегасе.

### Группа A: Судейские фавориты

#### Прошедшие
- Элис Тан Ридли (певица)
- Анна и Патрик (бальные танцоры)
- Антонио Рестиво (огненное шоу/иллюзионист)
- AscenDance (скалолазающие акробаты/танцоры)
- Чиппс Куни (фокусник/иллюзионист)
- CJ Dippa (рэпер)
- Дебра Ромер (певец/музыкант)
- Дуги Хорнер (сидячий комик)
- Hannibal Means (оперный певец)
- Harmonica Pierre (гармоничный музыкант)
- Лил Крис (певец)
- Линдси Стирлинг (скрипачка-виртуоз)
- Maricar (бурлесковый художник)
- Мэри Эллен (йоделер/пианист)
- Майкл Гримм (певец/музыкант)
- Общество танца Моны Сампат (Болливудская танцевальная труппа)
- MURRAY (фокусник/иллюзионист)
- Принц Поппикок (оперный певец)
- Руди Макагги (сбалансированный акробат)
- Салли Кон (свистящая на руках)
- Studio One Young Beast Society (танцевальная труппа)
- Тэйлор Мэтьюз (певец/музыкант)
- The Hot Shot Tap Dancers (танцоры)
- The Strong Man (силач)
- Twisted Trystan & Krystan (слайд-шоу)[note 1]
- Wreckless (танцевальная труппа)

#### Отклонённые
- Энтони Люсия (трюковый ропер)
- Эйприл Лэйн (певец)
- Артур Накане (человек-оркестр)
- Beat Master (танцор)
- Берт, Фрэнни Дэвис и «бригада Мюттли» (выступление собак)
- Bhangra Empire (группа индийского танца фолк)
- Блэйк Хендерсон (певец)
- Карлос Апонте (оперный певец)
- Коннор Доран (крытый летающий воздушный змей)
- Элейн Терранова (певец)
- Эсера Туало (певец)
- Фрэнки Эллистон (фокусник/иллюзионист)
- Хэ Дзя-И (гармоничный музыкант)
- Кент Дженкинс (музыкант)
- Академия танца Крути (индийские классические танцоры)
- Марк Хэйуард (жонглёр)
- Мэтт Кин (певец)
- Майкл Грассо (фокусник/иллюзионист)
- Майкл Липари и Эшли Дэджон (воздушные гимнасты)
- Госпожа Хьюз (сидячий комик)
- Госпожа Донна (Самоанский номер с огненными ножами)
- Найшон Джонс (танцор)
- Нэйт Клингер (танцор)
- Шоу лесоруба Пола Буньяна (лесорубный номер)
- Фил Трау (танцор)
- Поппинг Кайл (танцор)
- Sky Sirens (дублированный трапезный номер)
- Style Proz Crew (танцевальная бригада)
- Уильям Скотт Андерсон (фокусник/иллюзионист)

### Группа B: Номера ожидания

#### Прошедшие
- Airpocalypse (воздушно-гитарная группа)
- Кристина и Али (поющие сёстры)
- Iron Horse (рокабилльная группа)
- Джереми Ванскунховен (экстремальный велосипедист)
- Kung Fu Heroes (группа боевых искусств)
- Луиджи Сено (певец/музыкант)
- Натаниэль Кеньон (певец/музыкант)
- NU Covenant (евангельская группа)
- Пол Сэйфи-младший (певец)
- RNG (танцевальная труппа)
- Ronith (актёр/самозванец)
- The Strange Familiar (группа)

#### Отклонённые
- Blue Sky Canopy (вокальный номер)
- Broadway Boys (вокальный номер)
- Коуди Джо Тилман (певец)
- Danger Committee (номер с ножами)
- Эрик Колоски (выступающий с йо-йо)
- Эрин Барыльски (артист)
- Gentlemen of NUCO (группа)
- Harmonik (группа)
- Джефф Грир (певец)
- Джеффри Винокур (танцевальный плохой учёный)
- Джастин Хопкинс (певец)
- Кевин Колис (певец)
- Макс Уинфри (метатель ножей)
- Новый руководящий хор ветеранов (хор)
- Ник Пайк (разнообразный номер)[note 2]
- Northwest Dance & Acro (группа танцоров/акробатов)
- Рик Смит-младший (метатель карт)

### Группа C: Прошедшие непосредственно в Топ-48

#### Прошедшие
- ArcAttack (технологическая выступающая группа)
- Cheer SF (группа чирлидинга)
- Da Maniacs (танцевальная труппа)
- Fighting Gravity (исполнители чёрного света)
- Future Funk (дуэт танца хип-хоп)
- Haspop (танцор поппинга)
- Кая и Сэди (дуэт танца живота)
- Полина Волчек (гимнастка/акробатка)
- Strikers All Stars (труппа массажёров/танцоров)
- The South Philly Vikings (танцевальная труппа)

Сноски
1. ↑  Участники твиста изначально добились успеха в Топ-48, но они не смогли выступить в четвертьфиналах.
2. ↑  В общем, Ник Пайк не смог попасть в Топ-48, но его заменили участники твиста Тристан и Кристан, потому что они не смогли выступить.

## Четвертьфиналы
Четвертьфиналы начались 13 июля 2010 года, включает среду, 18 августа, с результатами эпизодов «Дикой карты». Каждую неделю выступали 12 номеров. Двухчасовой выпуск выходил каждый вторник, с последующим показом в течение часа результатов на следующий день, где 4 из 12 номеров с предыдущей ночи оставались в проекте вместо 5, за счёт включения ещё одного финала, который состоял из участников, которые прослушивались на Youtube.

### Топ-48 (неделя 1)
Выпуск вышел в эфир 13 июля 2010 года и длился 2 часа.
Результаты эпизода вышел в эфир 14 июля 2010 года и длился час. Были включены выступления Selena Gomez & the Scene и состава исполнителей оперы «Рок веков» (с Ди Снайдером в виде гостя).

#### Таблица удалений (неделя 1)
| Key | Нажата кнопка | Голоса судей | Прошёл в полуфиналы. | Занял или 5, или 6 место; победил (голоса судей). | Занял или 5, или 6 место; проиграл (голоса судей). |

| Порядок | Участник                 | Описание номера                    | Нажатия и голоса судей | Нажатия и голоса судей | Нажатия и голоса судей |
| Порядок | Участник                 | Описание номера                    | Хауи Мандел            | Шэрон Осборн           | Пирс Морган            |
| ------- | ------------------------ | ---------------------------------- | ---------------------- | ---------------------- | ---------------------- |
| 1       | Kung Fu Heroes           | Группа боевых искусств             |                        |                        |                        |
| 2       | Кристина и Али           | Поющие сёстры                      |                        |                        |                        |
| 3       | Airpocalypse             | Воздушная команда                  |                        |                        |                        |
| 4       | The Hot Shot Tap Dancers | Танцевальная труппа                |                        |                        |                        |
| 5       | Пол Сейфи-мл.            | Singer                             |                        |                        |                        |
| 6       | Future Funk              | Дуэт танцоров хип-хопа             |                        |                        |                        |
| 7       | Сэлли Кон                | Ручной свист                       |                        |                        |                        |
| 8       | Ник Пайк                 | Огненное шоу/Разнообразный номер   |                        |                        |                        |
| 9       | RNG                      | Танцевальная труппа                |                        |                        |                        |
| 10      | Maricar                  | Бурлесковый художник               |                        |                        |                        |
| 11      | Fighting Gravity         | Выступающие с лампой чёрного цвета |                        |                        |                        |
| 12      | Натаниэль Кеньон         | Певец/Музыкант                     |                        |                        |                        |

Сноска
1. ↑  Свистуны Кристан и Тристан были первоначально выбраны, чтобы участвовать в Топ-48, но были не в состоянии появиться в четвертьфиналах. Их номер был заменён опасным выступлением Ника Пайка.

### Топ-48 (неделя 2)
Выпуск вышел в эфир 20 июля 2010 года и длился 2 часа.
Результаты эпизода вышли в эфир 21 июля 2010 года (1 час), были включены выступления актёров цирка «Du Soleil» и группы «Train».

#### Таблица удалений (неделя 2)
| Key | Нажата кнопка | Голоса судей | Прошёл в полуфиналы. | Занял или 5, или 6 место; победил (голоса судей). | Занял или 5, или 6 место; проиграл (голоса судей). |

| Порядок | Участник                 | Описание номера                     | Нажатия и голоса судей | Нажатия и голоса судей | Нажатия и голоса судей |
| Порядок | Участник                 | Описание номера                     | Мандел                 | Осборн                 | Морган                 |
| ------- | ------------------------ | ----------------------------------- | ---------------------- | ---------------------- | ---------------------- |
| 1       | Cheer SF                 | Труппа танца чирлидинг              |                        |                        |                        |
| 2       | Элис Тан Ридли           | Певица                              |                        |                        |                        |
| 3       | Студия танца Моны Сампат | Болливудская танцевальная труппа    |                        |                        |                        |
| 4       | Iron Horse               | Группа народной песни в ритме рока  |                        |                        |                        |
| 5       | The Strong Man           | Силач                               |                        |                        |                        |
| 6       | Ronith                   | Актёр/Самозванец                    |                        |                        |                        |
| 7       | Hannibal Means           | Оперный певец                       |                        |                        |                        |
| 8       | Wreckless                | Танцевальная бригада                |                        |                        |                        |
| 9       | Лил Крис                 | Певец                               |                        |                        |                        |
| 10      | AscenDance               | Роковые восходящие акробаты/Танцоры |                        |                        |                        |
| 11      | Антонио Рестиво          | Огненное шоу/Иллюзионист            |                        |                        |                        |
| 12      | Майкл Гримм              | Певец/Музыкант                      |                        |                        |                        |

### Топ-48 (неделя 3)
Выпуск вышел в эфир 27 июля 2010 года и длился 2 часа.
Результаты эпизода были показаны в эфире 28 июля 2010 года (1 час), были включены выступления Майка Познера и группы JabbaWockeez.

#### Таблица удалений (неделя 3)
| Key | Нажата кнопка | Голоса судей | Прошёл в полуфиналы. | Занял или 5, или 6 место; победил (голоса судей). | Занял или 5, или 6 место; проиграл (голоса судей). |

| Порядок | Участник                                   | Описание номера                   | Нажатия и голоса судей | Нажатия и голоса судей | Нажатия и голоса судей |
| Порядок | Участник                                   | Описание номера                   | Мандел                 | Осборн                 | Морган                 |
| ------- | ------------------------------------------ | --------------------------------- | ---------------------- | ---------------------- | ---------------------- |
| 1       | The South Philly Vikings                   | Танцевальная труппа               |                        |                        |                        |
| 2       | CJ Dippa                                   | Рэпер                             |                        |                        |                        |
| 3       | Гармоничный Пьер                           | Гармоничный музыкант              |                        |                        |                        |
| 4       | Полина Волчек                              | Гимнастка/акробатка               |                        |                        |                        |
| 5       | The Strange Familiar                       | Группа                            |                        |                        |                        |
| 6       | Haspop                                     | Танцоры поппинга                  |                        |                        |                        |
| 7       | Luigi                                      | Певец/Музыкант                    |                        |                        |                        |
| 8       | Чиппс Куни                                 | Фокусник/Комик/Танцор чиппендейла |                        |                        |                        |
| 9       | Кая и Сэди                                 | Дуэт танцоров живота              |                        |                        |                        |
| 10      | Джереми Ванскунховен                       | Экстремальный велосипедист        | [ note 1 ]             |                        |                        |
| 11      | Дебра Роумер                               | Певица/Музыкант                   |                        |                        |                        |
| 12      | Студийное сообщество одного молодого зверя | Танцевальная труппа               |                        |                        |                        |

Сноска
1. ↑  Потому что оба судьи Шэрон Осборн и Пирс Морган проголосовали за Джереми Ванскунсховена, а у Мандела намерения голосовать не было.

### Топ-48 (неделя 4)
Выпуск вышел в эфир 3 августа 2010 года и длился 2 часа.
Результаты эпизода были показаны в эфире 4 августа 2010 года (1 час), включены выступления Тайо Круса и Брэта Майклса.
Участники этой недели заранее были приглашены на показ фильма Копы в глубоком запасе, затем на встречу с созвёздами Уиллом Фереллом и Марком Уолбергом.

#### Таблица удалений (неделя 4)
| Key | Нажата кнопка | Голоса судей | Прошёл в полуфиналы. | Занял или 5, или 6 место; победил (голоса судей). | Занял или 5, или 6 место; проиграл (голоса судей). |

| Порядок | Участник           | Описание номера                    | Нажатия и голоса судей | Нажатия и голоса судей | Нажатия и голоса судей |
| Порядок | Участник           | Описание номера                    | Мандел                 | Осборн                 | Морган                 |
| ------- | ------------------ | ---------------------------------- | ---------------------- | ---------------------- | ---------------------- |
| 1       | Da Maniacs         | Танцевальная труппа                |                        |                        |                        |
| 2       | NU Covenant        | Группа евангелистов                |                        |                        |                        |
| 3       | Анна и Патрик      | Балетные танцоры                   |                        |                        |                        |
| 4       | Линдси Стирлинг    | Хип-хоповая скрипачка              |                        |                        |                        |
| 5       | Дуги Хорнер        | Сидячий комик                      |                        |                        |                        |
| 6       | Руди Макагги       | Балансированный акробат            |                        |                        |                        |
| 7       | Тэйлор Мэтьюс      | Певец/Музыкант                     |                        |                        |                        |
| 8       | Мэри Эллен         | Йоделер/Пианист                    |                        |                        |                        |
| 9       | ArcAttack          | Технологическая группа выступающих |                        |                        |                        |
| 10      | Принц Поппикок     | Оперный певец                      |                        |                        |                        |
| 11      | MURRAY             | Фокусник/Иллюзионист               |                        |                        |                        |
| 12      | Strikers All Stars | Танцевальная бригада               |                        |                        |                        |

Сноска
1. ↑  Участникам группы ArcAttack пришлось выступать за пределами студии из-за соображения безопасности. Во внешней студии у судей нет кнопок, а вместо этого принесли плакаты с изображением известного красного икса, хотя они никогда их не использовали.

### Неделя 5 (специально для участников с Youtube)
Выпуск вышел в эфир 10 августа 2010 года и длился 2 часа.
Результаты эпизода были показаны в эфире 11 августа 2010 года (1 час), были включены выступления сенсаций Youtube Линь Ю Чуня и песни «Evolution of Dance», а также выступления выпускников первого сезона — Давида и Дани: высокое изменение.
Это специальный четвертьфинал, включающий номера, которые подавали свои заявки на Youtube.

#### Таблица удалений (неделя 5)
| Key | Нажата кнопка | Голоса судей | Прошёл в полуфиналы. | Занял или 5, или 6 место; победил (голоса судей). | Занял или 5, или 6 место; проиграл (голоса судей). |

| Порядок | Участник              | Описание номера                | Нажатия и голоса судей | Нажатия и голоса судей | Нажатия и голоса судей |
| Порядок | Участник              | Описание номера                | Мандел                 | Осборн                 | Морган                 |
| ------- | --------------------- | ------------------------------ | ---------------------- | ---------------------- | ---------------------- |
| 1       | PLUtonic              | Акапельная группа              |                        |                        |                        |
| 2       | Дилан Пламмер         | Экстремально прыгающий ропер   |                        |                        |                        |
| 3       | Pup                   | Собака, играющая на аккордеоне |                        |                        |                        |
| 4       | Кэм Ходжес            | Певец/Музыкант                 |                        |                        |                        |
| 5       | Райан Родригес        | Танцор                         |                        |                        |                        |
| 6       | Остин Андерсон        | Сидячий комик                  |                        |                        |                        |
| 7       | Букер Форте           | Хип-хоповый танцор             |                        |                        |                        |
| 8       | Pizza Patt            | Жонглёр тестом для пиццы       |                        |                        |                        |
| 9       | Кристина Янг          | Певица                         |                        |                        |                        |
| 10      | Маэстро Александр Буй | Пианист                        |                        |                        |                        |
| 11      | Дэн Сперри            | Фокусник/Иллюзионист           |                        | X                      |                        |
| 12      | Джеки Эванко          | Классический переходный певец  |                        |                        |                        |

Сноска
1. ↑  Шэрон хлопнула по столу, и случайно была нажата кнопка (загорелся X) против Дэна Сперри, когда была смешная реакция Хауи Мандела на его выступление, но нажатый X был убран, так как это нажатие было непреднамеренным.

### Шоу «Дикая карта» (неделя 6)
Этот выпуск вышел в эфир 17 августа 2010 года. Этот эпизод был первым в истории Talent, который не включил не один номер живого пения.
Результаты эпизода вышли в эфир 18 августа 2010 года, включающий выступления певицы Лиэнн Раймс и фокусника Крисса Энджела.

#### Таблица удалений (неделя 6)
| Key | Нажата кнопка | Голоса судей | Прошёл в полуфиналы. | Занял или 5, или 6 место; победил (голоса судей). | Занял или 5, или 6 место; проиграл (голоса судей). |

| Порядок | Выбран | Участник                   | Описание номера                | Нажатия и голоса судей | Нажатия и голоса судей | Нажатия и голоса судей |
| Порядок | Выбран | Участник                   | Описание номера                | Мандел                 | Осборн                 | Морган                 |
| ------- | ------ | -------------------------- | ------------------------------ | ---------------------- | ---------------------- | ---------------------- |
| 1       | Морган | Kruti Dance Academy        | Индийские классические танцоры |                        |                        |                        |
| 2       | Осборн | Руди Макагги               | Балансированный акробат        |                        |                        |                        |
| 3       | Мандел | CJ Dippa                   | Рэпер                          |                        |                        |                        |
| 4       | Осборн | RNG                        | Танцевальная труппа            |                        |                        |                        |
| 5       | Морган | Гармоничный Пьер           | Гармоничный музыкант           | X                      |                        |                        |
| 6       | Осборн | Майкл Грассо               | Фокусник/Иллюзионист           |                        |                        |                        |
| 7       | Мандел | The Hot Shot Tap Dancers   | Танцевальная группа            |                        |                        |                        |
| 8       | Морган | Дуги Хорнер                | Сидячий комик                  |                        |                        |                        |
| 9       | Мандел | Коннор Донар               | Крытый летящий воздушный змей  |                        |                        |                        |
| 10      | Морган | Анна и Патрик              | Бальные танцоры                |                        |                        |                        |
| 11      | Осборн | Майкл Липари и Эшли Деджон | Воздушные гимнасты             |                        |                        |                        |
| 12      | Мандел | Swing Shift Side Show      | Участники в жанре интермедия   |                        |                        |                        |

Сноски
1. ↑  Мандел намеренно нажал кнопку перед началом выступления Гармоничного Пьера. Он сделал так, потому что заметил, что Морган нажала кнопку и выбирает «Дикую карту» Осборна и хотела отплатить ему.
2. ↑  Участники «Swing Shift Side Show» были переведены в «Неделю в Лас Вегасе» во время предварительных прослушиваний, но ушли из конкурса по личным причинам. Однако, их выбрал Мандел как единственных для выступления в «Дикой карте».

## Полуфиналы
Старт полуфиналов состоялся 24 августа. В отличие от четвертьфинала, должны выступить 5 номеров в каждом раунде вместо 4; остальные 7 будут исключены. В остальном формат такой же, как и в предыдущих неделях конкуренции.

### Раунд 1
Первый эпизод полуфиналов вышел в эфир 24 августа 2010 года и длился 2 часа.
Результаты эпизода были показаны в эфире 25 августа 2010 года (1 час), были включены выступления Джимми Фэллона, Кайли Миноуг и выпускника четвёртого сезона группы «Recycled Percussion».

#### Таблица удалений (раунд 1)
| Key | Нажата кнопка | Голоса судей | Перешёл в Топ-10. | Занял или 5, или 6 место; выиграл (голоса судей). | Занял или 5, или 6 место; проиграл (голоса судей). |

| Порядок | Участник        | Описание номера                     | Нажатия и голоса судей | Нажатия и голоса судей | Нажатия и голоса судей |
| Порядок | Участник        | Описание номера                     | Мандел                 | Осборн                 | Морган                 |
| ------- | --------------- | ----------------------------------- | ---------------------- | ---------------------- | ---------------------- |
| 1       | Анна и Патрик   | Бальные танцоры                     |                        |                        |                        |
| 2       | Кристина и Али  | Поющие сёстры                       |                        |                        |                        |
| 3       | Антонио Рестиво | Огненное шоу/Иллюзионист            |                        |                        |                        |
| 4       | Future Funk     | Дуэт танцоров хип-хопа              |                        |                        |                        |
| 5       | Тэйлор Мэтьюс   | Певец/Музыкант                      |                        |                        |                        |
| 6       | Коннор Доран    | Крытый летящий воздушный змей       |                        |                        |                        |
| 7       | Дэн Сперри      | Фокусник/Иллюзионист                |                        |                        |                        |
| 8       | Кристина Янг    | Певица                              |                        |                        |                        |
| 9       | ArcAttack       | Технологическая группа              |                        |                        |                        |
| 10      | Майкл Гримм     | Певец/Музыкант                      |                        |                        |                        |
| 11      | AscenDance      | Роковые восходящие акробаты/Танцоры |                        |                        |                        |
| 12      | Принц Поппикок  | Оперный певец                       |                        |                        |                        |

Сноска
1. ↑  Участникам группы «ArcAttack» пришлось выступать вне студии из-за проблем безопасности. У судей не было кнопок вне студии, вместо этого к ним принесли ручные знаки с изображением красного икса, хотя судьи их не использовали, как и в четвертьфинале.

### Раунд 2
Второй эпизод полуфиналов вышел в эфир 31 августа 2010 года и длился 2 часа.
Результаты эпизода были показаны в эфире 1 сентября 2010 года (1 час), были включены выступления членов состава исполнителей водного театра «Le Rêve» («Сон») и Джейсона Деруло. Ведущий шоу «В Америке есть таланты. Живой тур» Джерри Спрингер также создал внешний вид.

#### Таблица удалений (раунд 2)
| Key | Нажата кнопка | Голоса судей | Перешёл в Топ-10. | Занял или 5, или 6 место; выиграл (голоса судей). | Занял или 5, или 6 место; проиграл (голоса судей). |

| Порядок | Участник                                   | Описание номера                    | Нажатия и голоса судей | Нажатия и голоса судей | Нажатия и голоса судей |
| Порядок | Участник                                   | Описание номера                    | Мандел                 | Осборн                 | Морган                 |
| ------- | ------------------------------------------ | ---------------------------------- | ---------------------- | ---------------------- | ---------------------- |
| 1       | Элис Тан Ридли                             | Певица                             |                        |                        |                        |
| 2       | Haspop                                     | Танцор поппинга                    |                        |                        |                        |
| 3       | Маэстро Александр Буй                      | Пианист                            |                        |                        |                        |
| 4       | Майкл Липари и Эшли Деджон                 | Воздушные гимнасты                 |                        |                        |                        |
| 5       | Майкл Грассо                               | Фокусник/Иллюзионист               |                        |                        |                        |
| 6       | Дебра Ромер                                | Певица                             |                        |                        |                        |
| 7       | Студийное сообщество одного молодого зверя | Танцевальная труппа                | [ note 1 ]             |                        |                        |
| 8       | Джереми Ваншунховен                        | Экстремальный велосипедист         |                        |                        |                        |
| 9       | Натаниэль Деджон                           | Певец                              |                        |                        |                        |
| 10      | MURRAY                                     | Фокусник/Иллюзионист               |                        |                        |                        |
| 11      | Джеки Эванко                               | Классический переходный певец      |                        |                        |                        |
| 12      | Fighting Gravity                           | Выступающие с лампой чёрного света |                        |                        |                        |

Сноска
1. ↑  Потому что Пирс Морган и Шэрон Осборн проголосовали за «Студийное сообщество одного молодого зверя» на последнем месте Топ-10. Намерения Манделы голосовать не было обнаружено.

## Топ-10
В Топ-10 не было выбора судей.
Эпизод Топ-10 вышел в эфир 7 сентября 2010 года, длился 2 часа и включил в себя выступления Энрике Иглесиаса. До эпизода участники собрались вместе, обедали, пили с судьями, которые давали советы конкурсантам.
Результаты эпизода были показаны 8 сентября 2010 года (1 час), были включены выступления Сары Маклахлан и состава исполнителей проекта «American Idiot», определив, кто занял первые 4 места в финале. Поющая сенсация Сьюзан Бойл, которая была участницей в третьем выпуске шоу «В Британии есть таланты» от «В мире есть таланты», запланировала выступить по результатам шоу, но не выступила. Продюсеры проекта не смогли получить права на песню музыканта Лу Рида, а Бойл симпатизировала в эпизоде на последней минуте.
| Top Ten |                                            | |           |
| Порядок | Участник                                   | Описание выступления | Результат |
| 1       | Студийное сообщество одного молодого зверя | Танцевальная труппа, выступали с высокоэнергичной танцевальной рутиной альбома «Outta Space Love» группы Group 1 Crew. | Выбыли    |
| 2       | Кристина и Али                             | Поющие сёстры, пели песню «Love You I Do» из фильма Девушки мечты. | Выбыли    |
| 3       | Джереми Ваншунховен                        | Экстремальный велосипедист, выступал под песню «Ridin' Solo» Джейсона Деруло. | Выбыл     |
| 4       | Тэйлор Мэтьюс                              | Певец/Музыкант, пел песню «What a Wonderful World» Боба Тиле и Джорджа Дэвида Вайса. | Выбыл     |
| 5       | Анна и Патрик                              | Бальные танцоры, танцевали быстрым шагом под песню «Sing, Sing, Sing (With a Swing)» Луи Примы. | Выбыли    |
| 6       | Fighting Gravity                           | Выступавшие в чёрном свете, выступали под песню «Genesis» французской группы Justice | Прошли    |
| 7       | Майкл Гримм                                | Певец, пел песню «Let’s Stay Together» Эла Грина. | Прошёл    |
| 8       | Майкл Грассо                               | Фокусник/Иллюзионист, исполнил трюк, в котором помещал помощника в пустой ящик. Затем он исчезал под занавесом, а заманенный в ловушку помощник появлялся, освободившись из ящика. Позже Майкл должен был показать другие включенные места с другими замаскированными помощниками. | Выбыл     |
| 9       | Принц Поппикок                             | Оперный певец, пел попурри «Гимна США», мюзикла «Янки-Дудл», и патриотического американского марша «The Stars and Stripes Forever». | Прошёл    |
| 10      | Джеки Эванко                               | Классический переходный певец, выступал под песню «Pie Jesu» Эндрю Ллойда Уэббера. | Прошёл    |

## Финалы
Финальный выпуск вышел в эфир 14 сентября 2010 года и длился 1 час.
Финал сезона состоялся в эфире 15 сентября 2010 года и длился 2 часа, были включены выступления Usher, группы «The Goo Goo Dolls», артисты цирка «Дю Солей», Дэвид Копперфильд, и удивительное выступление музыканта T-Pain. Финалисты выступали с их любимыми певцами: Принц Поппикок пел дуэтом с певицей Донна Саммер, Майкл Гримм с Джуэл, Джеки Эванчо с Сарой Брайтман, а группа «Fighting Gravity» выступили с Лайонелем Ричи, объединившись в пении.
Вторую часть финала, в целом, посмотрели в среднем 15.300.000 зрителей. Шоу увидели в среднем 14.600.000 человек, а финал сезона посмотрели в среднем 16.400.000 человек, сделавшие его более просматриваемым эпизодом в истории Talent к настоящему времени.

### Финальная таблица удалений
| Key | Победитель | Соперник (2 место) |

| Финалы (14-15 сентября 2010) |                  | |                              |
| Порядок                      | Участник         | Описание номера | Итог (15 сентября 2010 года) |
| 1                            | Принц Поппикок   | Оперный певец; выступал с песней «Nessun Dorma» из оперы Турандот. Пирс Морган нажал кнопку.                                                                                            | 4 место                      |
| 2                            | Майкл Гримм      | Певец/Музыкант; пел песню «When a Man Loves a Woman» Перси Следжа. | Победитель                   |
| 3                            | Джеки Эванко     | Классический переходный певец, пел песню «Ave Maria». | 2 место                      |
| 4                            | Fighting Gravity | Выступающие в чёрном свете; выступали, изображая интенсивную борьбу между «добром и злом» под музыку Глитча Моба «Beyond Monday», «Android Porn» Крэдди, и «More Lazers» группы «edIT». | 3 место                      |

## Диаграмма раунда
Ниже приведён список из 48 официальных четвертьфиналистов. Также включены 12 участников, которые прослушивались в Youtube, и 5 номеров, которые оригинально выбыли в Лас Вегасе, но были возвращены, чтобы составить конкуренцию в эпизоде «Дикой карты».
Курсивом обозначен номер, который был выбран в прослушиваниях в Youtube и не был показан в предварительных прослушиваниях или в «Неделе в Лас Вегасе», таким образом, в четвертьфинале был их первое выступление в конкурсе.
| Key | Победитель | 2 место | Финалист | Финалист Топ-10 | Полуфиналист | Дикая карта |

| Название номера                            | Возраст(ы) | Жанр              | Номер                              | Откуда                                                 | Четвертьфинал (неделя) | Полуфинал (неделя) | Конечная позиция     |
| ------------------------------------------ | ---------- | ----------------- | ---------------------------------- | ------------------------------------------------------ | ---------------------- | ------------------ | -------------------- |
| Майкл Гримм                                | 30         | Пение             | Певец/Музыкант                     | округ Ханкок (штат Миссисипи)                          | 2                      | 1                  | Победитель           |
| Джеки Эванко                               | 10         | Пение             | Классический переходный певец      | Питтсбург (штат Пенсильвания)                          | 5                      | 2                  | 2 место              |
| Fighting Gravity                           | 19-22      | Выступление       | Выступающие в чёрном свете         | Блэксберг (штат Виргиния)                              | 1                      | 2                  | 3 место              |
| Принц Поппикок                             | 32         | Пение             | Оперный певец                      | Лос-Анджелес (штат Калифорния)                         | 4                      | 1                  | 4 место              |
| Анна и Патрик                              | 12         | Танцы             | Балетные танцоры                   | Нью-Гайд-Парк (штат Нью-Йорк) и Маспет (штат Нью-Йорк) | 4,6                    | 1                  | Выбыли               |
| Кристина и Али                             | 13 & 20    | Пение             | Поющие сёстры                      | Айдахо-Фолс (штат Айдахо)                              | 1                      | 1                  | Выбыли               |
| Джереми Ваншунховен                        | 27         | Выступление       | Трюковой всадник на велосипеде     | Талент (штат Орегон)                                   | 3                      | 2                  | Выбыл                |
| Студийное сообщество одного молодого зверя | 10-21      | Танцы             | Танцевальная труппа                | Орландо (штат Флорида)                                 | 3                      | 2                  | Выбыли               |
| Майкл Грассо                               | 36         | Магия             | Фокусник/Иллюзионист               | Кейп-Мей (штат Нью-Джерси)                             | 6                      | 2                  | Выбыл                |
| Тэйлор Мэтьюс                              | 18         | Пение             | Певец/Музыкант                     | Алегзандрия (штат Луизиана)                            | 4                      | 1                  | Выбыл                |
| Элис Тан Ридли                             | 57         | Пение             | Певица                             | Нью-Йорк (штат Нью-Йорк)                               | 2                      | 2                  | Выбыла (выбор судей) |
| Антонио Рестиво                            | 39         | Выступление       | Огненное шоу                       | Лас-Вегас (штат Невада)                                | 2                      | 1                  | Выбыл                |
| ArcAttack                                  | 25-37      | Музыкальный номер | Группа с электро-световым шоу      | Остин (Техас)                                          | 4                      | 1                  | Выбыли               |
| AscenDance                                 | 29         | Выступление       | Скалолазающие акробаты/Танцоры     | Беркли (Калифорния)                                    | 2                      | 1                  | Выбыли               |
| Коннор Доран                               | 17         | Выступление       | Крытый летящий воздушный змей      | Бенд (штат Орегон)                                     | 6                      | 1                  | Выбыл (выбор судей)  |
| Дэн Сперри                                 | 25         | Магия             | Иллюзионист/Фокусник               | Лас-Вегас (штат Невада)                                | 5                      | 1                  | Выбыл                |
| Дебра Ромер                                | 21         | Пение             | Певица/Музыкант                    | Каламазу (штат Мичиган)                                | 3                      | 2                  | Выбыла               |
| Future Funk                                | 5-10       | Танцы             | Дуэт танцоров                      | Лас-Вегас (штат Невада)                                | 1                      | 1                  | Выбыли               |
| Haspop                                     | 32         | Танцы             | Танцор                             | Лос-Анджелес                                           | 3                      | 2                  | Выбыл                |
| Кристина Янг                               | 22         | Пение             | Певица                             | Литл-Рок (Арканзас)                                    | 5                      | 1                  | Выбыла               |
| Маэстро Александр Буй                      | 16         | Музыкальный номер | Пианист                            | Идж-Харбор-Тауншип (штат Арканзас)                     | 5                      | 2                  | Выбыл                |
| Майкл Липари и Эшли Деджон                 | 29-30      | Выступление       | Воздушные гимнасты                 | Лос-Анджелес (штат Калифорния)                         | 6                      | 2                  | Выбыли               |
| MURRAY                                     | 30         | Магия             | Фокусник                           | Лас-Вегас (штат Невада)                                | 4                      | 2                  | Выбыл                |
| Натаниэль Кеньон                           | 19         | Пение             | Певец                              | Бексли (штат Джорджия)                                 | 1                      | 2                  | Выбыл                |
| CJ Dippa                                   | 12         | Музыкальный номер | Рэпер                              | Дентон (штат Техас)                                    | 3,6                    | N/A                | Выбыл                |
| Дуги Норнер                                | 30         | Юмор              | Сидячий комик                      | Филадельфия (штат Пенсильвания)                        | 4,6                    | N/A                | Выбыл                |
| Гармоничный Пьер                           | 74         | Музыкальный номер | Гармоничный музыкант               | Тусон (штат Аризона)                                   | 3,6                    | N/A                | Выбыл (выбор судей)  |
| Kruti Dance Academy                        | 15-33      | Танцы             | Индийские классические танцоры     | Атланта (штат Джорджия)                                | 6                      | N/A                | Выбыли               |
| RNG                                        | 11-13      | Танцы             | Танцевальная труппа                | Сиэтл (штат Вашингтон)                                 | 1,6                    | N/A                | Выбыли               |
| Руди Макагги                               | 43         | Выступление       | Акробат                            | Лас-Вегас (штат Невада)                                | 4,6                    | N/A                | Выбыл                |
| Swing Shift Side Show                      | 30-31      | Выступление       | Выступающие в жанре интермедия     | Лас-Вегас (штат Невада)                                | 6                      | N/A                | Выбыли               |
| The Hot Shot Tap Dancers                   | 19-25      | Танцы             | Танцоры                            | Портленд (штат Орегон)                                 | 1,6                    | N/A                | Выбыл                |
| Airpocalypse                               | 22-40      | Выступление       | Воздушно-гитарная группа           | Сиэтл (штат Вашингтон)                                 | 1                      | N/A                | Выбыли               |
| Остин Андерсон                             | 31         | Юмор              | Сидячий комик                      | Омаха (штат Небраска)                                  | 5                      | N/A                | Выбыл                |
| Booker Forte                               | 21         | Танцы             | Хип-хоповый танцор                 | Ричмонд (штат Виргиния)                                | 5                      | N/A                | Выбыл                |
| Кэм Ходжес                                 | 22         | Пение             | Певец                              | Сиэтл (штат Вашингтон)                                 | 5                      | N/A                | Выбыл (выбор судей)  |
| Cheer SF                                   | 19-52      | Танцы             | Болельщики                         | Сан-Франциско (штат Калифорния)                        | 2                      | N/A                | Выбыли               |
| Чиппс Куни                                 | 61         | Юмор              | Фокусник/Комик                     | Эджуотер (штат Нью-Джерси)                             | 3                      | N/A                | Выбыл                |
| Da Maniacs                                 | 25-56      | Танцы             | Необъективная танцевальная труппа  | Даллас (штат Техас)                                    | 4                      | N/A                | Выбыли               |
| Дилан Пламмер                              | 12         | Выступление       | Выступление со скакалкой           | Цинциннати (штат Огайо)                                | 5                      | N/A                | Выбыл                |
| Hannibal Means                             | 59         | Пение             | Оперный певец                      | Вена (Австрия)                                         | 2                      | N/A                | Выбыл                |
| Iron Horse                                 | 22-27      | Музыкальный номер | Группа народной песни в ритме рока | Крит (Иллинойс)                                        | 2                      | N/A                | Выбыли               |
| Кая и Сэди                                 | 32-36      | Танцы             | Танцовщицы                         | Денвер (штат Колорадо)                                 | 3                      | N/A                | Выбыли (выбор судей) |
| Kung Fu Heroes                             | 23-31      | Выступление       | Группа боевых искусств             | Коста-Меса (штат Калифорния)                           | 1                      | N/A                | Выбыли               |
| Лил Крис                                   | 12         | Пение             | Певец                              | Сарасота (штат Флорида)                                | 2                      | N/A                | Выбыл                |
| Линдси Стирлинг                            | 23         | Музыкальный номер | Скрипачка                          | Прово (штат Юта)                                       | 4                      | N/A                | Выбыла               |
| Luigi                                      | 20         | Пение             | Певец                              | Хайленд (штат Калифорния)                              | 3                      | N/A                | Выбыл                |
| Maricar                                    | 38         | Выступление       | Бурлесковый художник               | Лос-Анджелес (штат Калифорния)                         | 1                      | N/A                | Выбыл                |
| Мэри Эллен                                 | 74         | Пение             | Йоделер/Певица                     | Манхейм (штат Пенсильвания)                            | 4                      | N/A                | Выбыла               |
| Общество танца Моны Сампат                 | 9-31       | Танцы             | Болливудская танцевальная труппа   | Саннивейл (Калифорния)                                 | 2                      | N/A                | Выбыли               |
| Ник Пайк                                   | 30         | Выступление       | Смельчак                           | Мертл-Бич (штат Южная Каролина)                        | 1                      | N/A                | Выбыл                |
| NU Covenant                                | 21-27      | Пение             | Евангельская группа                | Кливленд (штат Огайо)                                  | 4                      | N/A                | Выбыли               |
| Пол Сэйфи-мл.                              | 26         | Пение             | Певец                              | Нью-Йорк (штат Нью-Йорк)                               | 1                      | N/A                | Выбыл                |
| Pizza Patt                                 | 27         | Выступление       | Жонглёр тестом для пиццы           | Колумбус (штат Огайо)                                  | 5                      | N/A                | Выбыл                |
| Pup                                        | 58 & ?     | Музыкальный номер | Собака, играющая на аккордеоне     | Редвуд (штат Калифорния)                               | 5                      | N/A                | Выбыли               |
| PLUtonic                                   | 19-28      | Пение             | Акапельная группа                  | Такома (штат Вашингтон)                                | 5                      | N/A                | Выбыли               |
| Полина Волчек                              | 24         | Выступление       | Гимнастка                          | Лас-Вегас (штат Невада)                                | 3                      | N/A                | Выбыла               |
| Ronith                                     | 59         | Выступление       | Самозванец                         | Сиэтл (штат Вашингтон)                                 | 2                      | N/A                | Выбыл                |
| Райан Родригес                             | 29         | Танцы             | Танцор                             | Санта-Круз (штат Калифорния)                           | 5                      | N/A                | Выбыл                |
| Сэлли Кон                                  | 75         | Музыкальный номер | Свистун на руках                   | Портленд (штат Орегон)                                 | 1                      | N/A                | Выбыл)               |
| Strikers All Stars                         | 22-26      | Танцы             | Танцевальная бригада               | Голливуд (штат Калифорния)                             | 4                      | N/A                | Выбыли               |
| The South Philly Vikings                   | 16-56      | Танцы             | Танцевальная труппа                | Филадельфия (штат Пенсильвания)                        | 3                      | N/A                | Выбыли               |
| The Strange Familiar                       | 27         | Музыкальный номер | Группа                             | Вудленд-Хилс (штат Калифорния)                         | 3                      | N/A                | Выбыли               |
| The Strong Man                             | 43         | Выступление       | Силач                              | Песотум (штат Иллионйс)                                | 2                      | N/A                | Выбыл                |
| Wreckless                                  | 17-26      | Танцы             | Танцевальная бригада               | Форт-Лодердейл (штат Флорида)                          | 2                      | N/A                | Выбыли (выбор судей) |

Сноска
1. 1 2 3 4 5  Участники были отобраны в эпизод «Дикой карты», но во время «Недели в Лас Вегасе», либо были исключены судьями изначально, либо их не было видно.

## Производство
Это первый сезон с игровым шоу ведущего и комика Хауи Мандела «Deal or No Deal», который судит это шоу, заменивший прежнего судью Дэвида Хасселхоффа.
Шоу снова вёл Ник Кэннон с Шэрон Осборн и Пирсом Морганом как судьями.
Пирс Морган объявил о проекте «The Tonight Show с Джеем Лено» 27 июля 2010 года, что подписал контракт на три года, чтобы остаться на Talant.

## Рейтинги

### Рейтинги в США
| Порядок | Эпизод(ы)                                                       | Дата эфира        | Рейтинг | Доля | Рейтинг/Доля (18-49) | Зрители (млн. чел.) | Позиция (Временной интервал) | Позиция (Ночь) | Позиция (Неделя) |
| ------- | --------------------------------------------------------------- | ----------------- | ------- | ---- | -------------------- | ------------------- | ---------------------------- | -------------- | ---------------- |
| 1       | «Прослушивания в Лос-Анджелесе»                                 | 1 июня 2010       | 7.4     | 13   | 3.6/11               | 12.35               | #1                           | #1             | #4               |
| 2       | «Прослушивания в Далласе»                                       | 2 июня 2010       | 6.1     | 10   | 2.9/9                | 10.35               | #1                           | #1             | #9               |
| 3       | «Прослушивания в Нью-Йорке»                                     | 8 июня 2010       | 7.4     | 12   | 3.7/10               | 13.09               | #2                           | #2             | #4               |
| 4       | «Прослушивания в Нью-Йорке (часть 2)»                           | 15 июня 2010      | 6.2     | 10   | 3.0/8                | 10.55               | #2                           | #2             | #4               |
| 5       | «Прослушивания в Орландо»                                       | 16 июня 2010      | 6.7     | 11   | 3.1/9                | 11.65               | #1                           | #1             | #3               |
| 6 7     | «Прослушивания в Орландо (часть 2)» «Прослушивания в Портленде» | 22 июня 2010      | 6.8     | 12   | 3.4/10               | 11.65               | #1                           | #1             | #2               |
| 8       | «Прослушивания в Портленде (часть 2)»                           | 23 июня 2010      | 7.2     | 12   | 3.5/10               | 12.37               | #1                           | #1             | #1               |
| 9       | «Прослушивания в Чикаго»                                        | 29 июня 2010      | 6.0     | 10   | 2.9/9                | 10.23               | #1                           | #1             | #2               |
| 10      | «Финальные прослушивания»                                       | 30 июня 2010      | 7.5     | 13   | 3.5/11               | 12.94               | #1                           | #1             | #1               |
| 11      | «Неделя в Лас-Вегасе (часть 1)»                                 | 6 июля 2010       | 7.0     | 12   | 3.4/10               | 11.82               | #1                           | #1             | #2               |
| 12      | «Неделя в Лас-Вегасе (часть 2)»                                 | 7 июля 2010       | 6.7     | 12   | 3.4/10               | 11.95               | #1                           | #1             | #1               |
| 13      | «Четвертьфиналы (группа 1)»                                     | 13 июля 2010      | 6.8     | 11   | 3.3/10               | 11.63               | #1                           | #2             | #2               |
| 14      | «Четвертьфиналы (группа 1, результаты)»                         | 14 июля 2010      | 6.5     | 11   | 3.0/10               | 11.17               | #1                           | #2             | #3               |
| 15      | «Четвертьфиналы (группа 2)»                                     | 20 июля 2010      | 6.2     | 11   | 3.0/9                | 10.48               | #1                           | #1             | #1               |
| 16      | «Четвертьфиналы (группа 2, результаты)»                         | 21 июля 2010      | 5.9     | 10   | 2.6/8                | 10.02               | #1                           | #1             | #3               |
| 17      | «Четвертьфиналы (группа 3)»                                     | 27 июля 2010      | 5.6     | 10   | 2.6/8                | 9.69                | #1                           | #1             | #1               |
| 18      | «Четвертьфиналы (группа 3, результаты)»                         | 28 июля 2010      | 5.7     | 10   | 2.6/8                | 9.76                | #1                           | #1             | #2               |
| 19      | «Четвертьфиналы (группа 4)»                                     | 3 августа 2010    | 6.0     | 10   | 2.9/8                | 10.37               | #1                           | #1             | #4               |
| 20      | «Четвертьфиналы (группа 4, результаты)»                         | 4 августа 2010    | 5.9     | 10   | 2.8/8                | 10.06               | #1                           | #1             | #5               |
| 21      | «Четвертьфиналы (группа 5: Youtube)»                            | 10 августа 2010   | 6.2     | 11   | 2.9/9                | 10.48               | #1                           | #1             | #2               |
| 22      | «Четвертьфиналы (группа 5: Youtube, результаты)»                | 11 августа 2010   | 6.2     | 11   | 2.8/8                | 10.67               | #1                           | #1             | #1               |
| 23      | «Четвертьфиналы (группа 6: Дикая карта)»                        | 17 августа 2010   | 6.1     | 10   | 2.9/8                | 10.19               | #1                           | #1             | #3               |
| 24      | «Четвертьфиналы (группа 6: Дикая карта, результаты)»            | 18 августа 2010   | 6.0     | 10   | 2.6/8                | 10.30               | #1                           | #1             | #2               |
| 25      | «Полуфиналы (группа 1)»                                         | 24 августа 2010   | 6.5     | 11   | 3.1/9                | 10.80               | #1                           | #1             | #2               |
| 26      | «Полуфиналы (группа 1, результаты)»                             | 25 августа 2010   | 6.1     | 10   | 2.7/8                | 10.52               | #1                           | #1             | #3               |
| 27      | «Полуфиналы (группа 2)»                                         | 31 августа 2010   | 6.7     | 11   | 3.0/9                | 11.50               | #1                           | #1             | #1               |
| 28      | «Полуфиналы (группа 2, результаты)»                             | 1 сентября 2010   | 6.2     | 10   | 2.5/8                | 10.47               | #1                           | #1             | #2               |
| 29      | «Топ-10 (выступления)»                                          | September 7, 2010 | 7.3     | 12   | 3.3/9                | 12.35               | #1                           | #1             | #8               |
| 30      | «Топ-10 (результаты)»                                           | 8 сентября 2010   | 7.3     | 12   | 2.8/8                | 12.14               | #1                           | #1             | #9               |
| 31      | «Финалы (выступления)»                                          | 14 сентября 2010  | 8.7     | 14   | 3.9/11               | 14.60               | #1                           | #1             | #4               |
| 32      | «Финал»                                                         | 15 сентября 2010  | 9.5     | 16   | 3.9/11               | 16.41               | #1                           | #1             | #3               |

### Рейтинги в Канаде
| Порядок | Эпизод                                                        | Дата эфира       | Зрители (в сто тыс.) | Позиция (Неделя) |
| ------- | ------------------------------------------------------------- | ---------------- | -------------------- | ---------------- |
| 1       | «Прослушивания в Лос-Анджелесе»                               | 1 июня 2010      | 12.82                | #9               |
| 2       | «Прослушивания в Далласе»                                     | 2 июня 2010      | 9.55                 | #18              |
| 3       | «Прослушивания в Нью-Йорке»                                   | 8 июня 2010      | 13.47                | #8               |
| 4       | «Прослушивания в Нью-Йорке (часть 2)»                         | 15 июня 2010     | 15.87                | #1               |
| 5       | «Прослушивания в Орландо»                                     | 16 июня 2010     | 12.40                | #9               |
| 6 7     | «Прослушивания в Орландо (часть 2) Прослушивания в Портленде» | 22 июня 2010     | 13.78                | #9               |
| 8       | «Прослушивания в Портленде (часть 2)»                         | 23 июня 2010     | 13.46                | #12              |
| 9       | «Прослушивания в Чикаго»                                      | 29 июня 2010     | 13.70                | #5               |
| 10      | «Финальные прослушивания»                                     | 30 июня 2010     | 14.40                | #3               |
| 11      | «Неделя в Лас-Вегасе (часть 1)»                               | 6 июля 2010      | 14.82                | #10              |
| 12      | «Неделя в Лас-Вегасе (часть 2)»                               | 7 июля 2010      | 12.59                | #14              |
| 13      | «Четвертьфиналы (группа 1)»                                   | 13 июля 2010     | 15.82                | #6               |
| 14      | «Четвертьфиналы (группа 1, результаты)»                       | 14 июля 2010     | 13.26                | #12              |
| 15      | «Четвертьфиналы (группа 2)»                                   | 20 июля 2010     | 13.40                | #8               |
| 16      | «Четвертьфиналы (группа 2, результаты)»                       | 21 июля 2010     | 12.17                | #13              |
| 17      | «Четвертьфиналы (группа 3)»                                   | 26 июля 2010     | 12.74                | #11              |
| 18      | «Четвертьфиналы (группа 3, результаты)»                       | 27 июля 2010     | 10.82                | #18              |
| 19      | «Четвертьфиналы (группа 4)»                                   | 3 августа 2010   | 15.66                | #5               |
| 20      | «Четвертьфиналы (группа 4, результаты)»                       | 4 августа 2010   | 11.20                | #18              |
| 21      | «Четвертьфиналы (группа 5: YouTube)»                          | 10 августа 2010  | 12.95                | #11              |
| 22      | «Четвертьфиналы (группа 5: YouTube, результаты)»              | 11 августа 2010  | 11.91                | #14              |
| 23      | «Четвертьфиналы (группа 6: Дикая карта)»                      | 17 августа 2010  | 11.77                | #13              |
| 24      | «Четвертьфиналы (группа 6: Дикая карта, результаты)»          | 18 августа 2010  | 12.91                | #9               |
| 25      | «Полуфиналы (группа 1)»                                       | 24 августа 2010  | 13.63                | #8               |
| 26      | «Полуфиналы (группа 1, результаты)»                           | 25 августа 2010  | 13.40                | #9               |
| 27      | «Полуфиналы (группа 2)»                                       | 31 августа 2010  | 13.56                | #11              |
| 28      | «Полуфиналы (группа 2, результаты)»                           | 1 сентября 2010  | 13.01                | #12              |
| 29      | «Топ-10 (выступления)»                                        | 7 сентября 2010  | 15.48                | #6               |
| 30      | «Топ-10 (результаты)»                                         | 8 сентября 2010  | 14.39                | #9               |
| 31      | «Финалы (выступления)»                                        | 14 сентября 2010 | 17.73                | #6               |
| 32      | «Финал»                                                       | 15 сентября 2010 | 17.94                | #5               |